# Estádio Islas Malvinas
O Estádio Islas Malvinas, também conhecido anteriormente como Estádio do Club Atlético All Boys, é um estádio multiuso localizado em Monte Castro, bairro da cidade de Buenos Aires, na Argentina. A praça esportiva, usada principalmente para o futebol, pertencente ao Club Atlético All Boys, foi inaugurada em 28 de setembro de 1963 e tem capacidade aproximada para 21 500 espectadores.

## História

### Estádios anteriores do All Boys
O primeiro estádio do All Boys foi cedido gratuitamente por Leandro Rígoli ao clube por 8 anos (1913–1921). O imóvel estava situado no bairro Floresta, entre as avenidas Gaona, Segurola, e as ruas (calles) Morón e Sanabria. Depois, em 1924, o clube instalou-se na avenida Segurola 1351, onde inaugurou sua nova cancha (campo de futebol) jogando um amistoso contra o Temperley.
Já em 1937, quando começou a ascensão do profissionalismo, o All Boys tinha seu novo estádio em Monte Castro, no quarteirão compreendido pela avenida Segurola, e as ruas Indio (atual Elpidio González), Sanabria e Miranda, onde foi sua sede até 1960. Situado na avenida Segurola 1785, o imóvel era de propriedade de Santiago Roca.

### Inícios

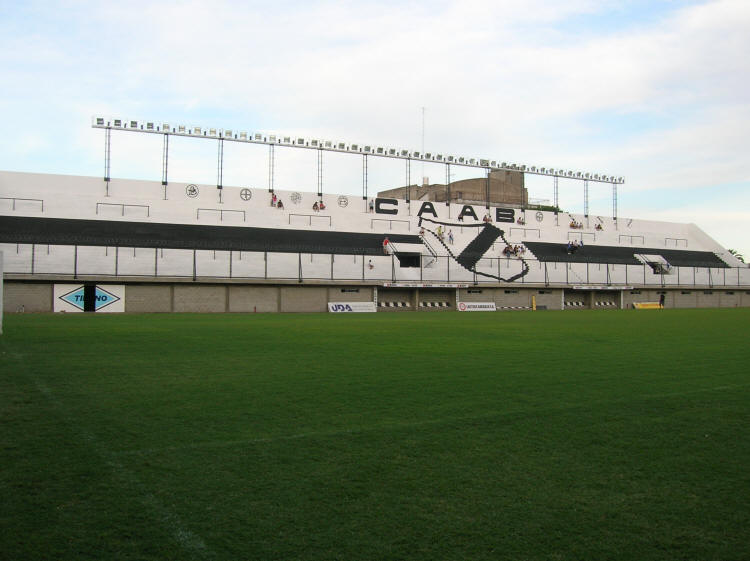
Nova arquibancada do lado da Chivilcoy para 8.500 pessoas.

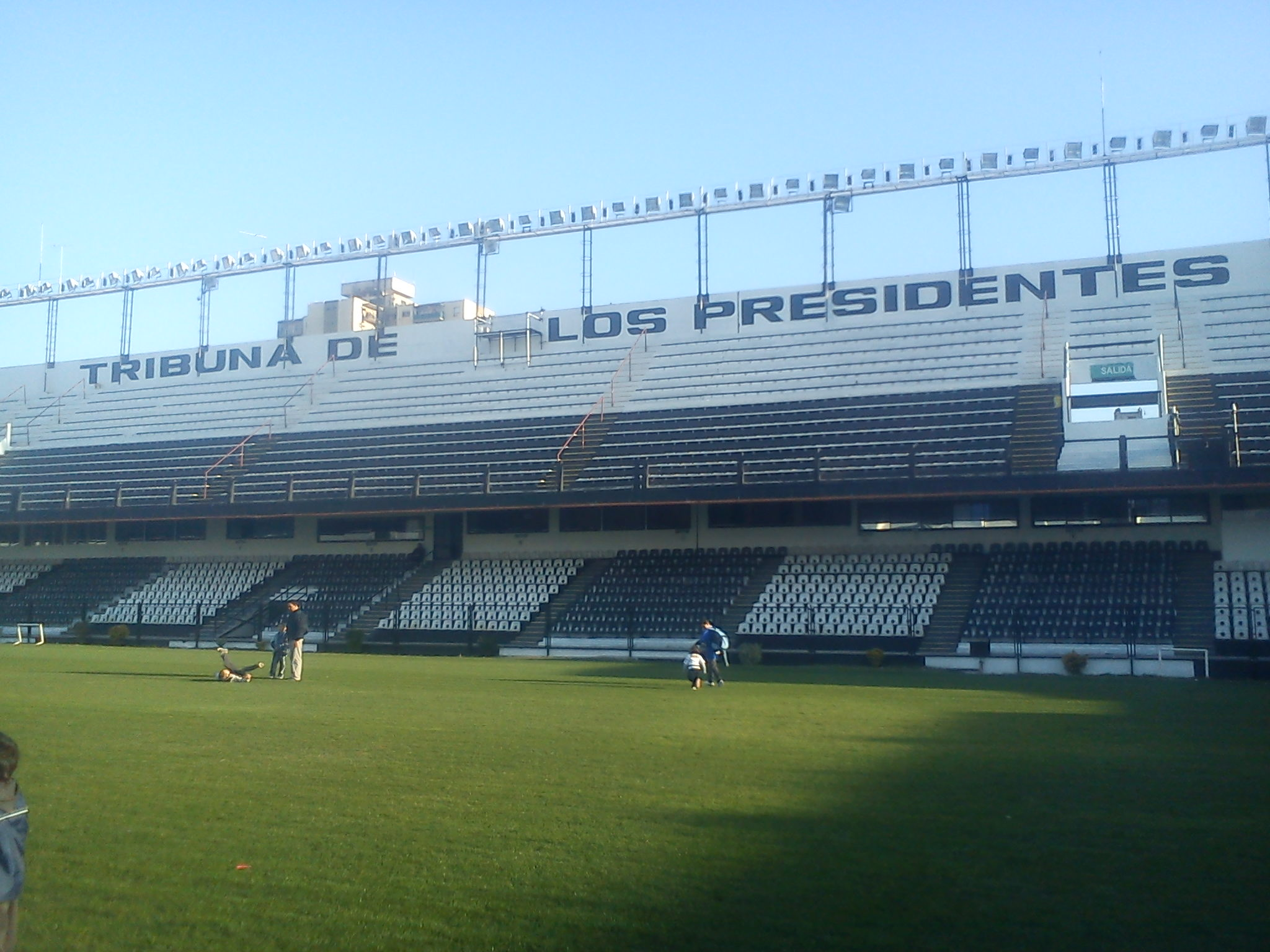
Arquibancadas da rua Mercedes, modernas e reformadas

A história do atual estádio do All Boys começou em 1959, antes da desocupação de uma das canchas localizadas na avenida Segurola 1785, quando o clube conseguiu de modo temporário um terreno localizado entre as ruas Mercedes, Miranda, Chivilcoy e a avenida Álvarez Jonte, no bairro de Monte Castro, na cidade de Buenos Aires. Em 10 de novembro de 1959, foi sancionada uma lei que doava o terreno ao All Boys Athletic Club (atual All Boys) para a prática de atividades esportivas e sociais. No entanto, até 1961 o trabalho não havia começado. A partir desse momento, sob a presidência de José Mazzaro, foram lançados os primeiros alicerces daquela que viria a ser a casa dos torcedores da instituição.

### Inauguração
Com a chegada de Orlando Lipara à presidência do clube em 1962, e em cumprimento a uma de suas promessas, as obras do estádio foram recomeçadas. Foi assim que em 28 de setembro de 1963, foi inaugurado o novo estádio da Jonte e Mercedes. No jogo inaugural, o All Boys completou a festa nos noventa minutos de futebol com uma vitória por 7–0 sobre o Deportivo Riestra. O primeiro gol da nova casa do clube foi marcado por Cesáreo Cortón. O estádio era composto por apenas duas arquibancadas. Uma de madeira, que fazia parte do antigo estádio da Segurola 1785, e que havia sido construída de costas para a rua Chivilcoy. A outra arquibancada era de cimento e dava para a rua Mercedes.

### Origem do nome
Em 14 de abril de 1982, sob a presidência de Graciano Corniola, a diretoria resolveu batizar o estádico, o nome foi escolhido foi "Islas Malvinas" (em português:  Ilhas Malvinas). E não foi por um fato meramente esportivo, mas por um fato político-militar. Em 2 de abril de 1982, um grupo das Forças Armadas da Argentina desembarcou nas Ilhas Malvinas (em castelhano:  Islas Malvinas), que estavam sob o controle do Reino Unido, e assumiu o controle das ilhas para o estado argentino. O evento foi muito comemorado e a direção do clube, para se juntar às comemorações, decidiu batizar o estádio de Islas Malvinas.
| 28 de setembro de 1963 – 13 de abril de 1982 | Estádio do Club Atlético All Boys |
| Desde 14 de abril de 1982                    | Estádio Islas Malvinas            |